# Niels Stokholm
Niels Stokholm (1. oktober 1933 - 25. juli 2022) var en dansk biodynamisk landmand, som blev kendt efter dokumentarfilmen "Så meget godt i vente". Filmen er blevet vist til filmfestivaler over hele verden. Den havde premiere i de danske biografer i 2014 og blev vist på dansk tv den 21. juni 2015 på DR1.
Niels Stokholm var søn af digter, musiker og skolelærer Morten Stokholm og Karen Stokholm. Han voksede op i Sønderjylland og udviste i en tidlig alder interesse for både geologi og landbrug. Senere hen tog han en uddannelse som civilingeniør og fungerede i en årrække som rådgivende ingeniør i forbindelse med opførelsen af blandt andet Storebæltsbroen og Øresundsbroen. Stokholm ledede den gruppe som undersøgte bundforholdene i undergrunden for at fastlægge, hvordan broerne skulle funderes.
Niels Stokholm har været professor og lektor ved Danmarks Tekniske Universitet.
I 1975 omlagde Stokholm gården Thorshøjgaard til biodynamisk landbrug, og den daglige drift blev forestået af Stokholm og hans livsledsager Rita Hansen. Stedet ejes i dag af Thorshøjgaard Fonden.